# Bajerov
Bajerov este o comună slovacă, aflată în districtul Prešov din regiunea Prešov. Localitatea se află la altitudinea de 349 m deasupra n.m., se întinde pe o suprafață de 6,63 km2 și în 2017 număra 450 de locuitori. Se învecinează cu comuna Kvačany.

## Istoric
Localitatea Bajerov este atestată documentar din 1332.

## Demografie
| An:                | 1994 | 2004   | 2014   | 2024    |
| ------------------ | ---- | ------ | ------ | ------- |
| Număr de persoane: | 427  | 439    | 457    | 409     |
| Diferență:         |      | +2,81% | +4,10% | −10,50% |

| An:                | 2023 | 2024   |
| ------------------ | ---- | ------ |
| Număr de persoane: | 415  | 409    |
| Diferență:         |      | −1,44% |